# Institut de la Providence de Gosselies
 (avril 2023).
L'institut de la providence de Gosselies, usuellement appelé GPH (Gosselies Providence Humanités), est un établissement d'enseignement secondaire du réseau libre confessionnel catholique situé à Charleroi, dans le Hainaut belge, en Communauté française. Fondé en 1922 par les Sœurs de la Providence, il accueille près de 1 400 élèves et dispense des enseignements du général au technique de qualification.

## Histoire
Le 24 juin 1683, Jean Herbet, curé de Nalinnes, arrive à Gosselies. Il y fonde en 1688 la communauté des Filles Dévotes, qui promouvra l'éducation gratuite des jeunes filles par l'apprentissage de la dentelle. La congrégation, qui changera de nom en 1720 pour devenir les Sœurs de la Providence, comptera jusqu'à 300 sœurs durant ses plus fortes années et essaimera à Gosselies et dans les environs : Charleroi Ville-Haute en 1716, Gembloux en 1729, Jumet en 1745 : entre 1840 et 1920, 60 nouvelles implantations sont créées, toutes en Belgique. L'implantation essentiellement locale des Sœurs est liée à son statut diocésain, qui s'oppose aux congrégations de droit pontifical qui dépendent du Saint-Siège et s'étendent généralement sur des territoires plus vastes. En 2022, les trois quarts des étudiants de Gosselies sont scolarisés dans l'enseignement libre catholique, principalement dans des établissements fondés par Herbet (outre GPH, on dénombre l'Institut Sainte-Anne, le Centre spécialisé Jean Herbet et trois écoles primaires — sans compter les locaux de la HELHa Gosselies). 
En 1922, pour répondre à la pression du nombre d'étudiants dans son école Saint-Anne au centre ville, la Congrégation acquiert une propriété de 4 hectares, comprenant un château-ferme, un étang et une  orangerie, appartenant à la famille Moll qui y implanta en 1852 la toute première émaillerie de Belgique. Au total, plus de 42 émailleries s'installeront à Gosselies, et à la fin du XIXe siècle, il y a 1 300 ouvriers dans les émailleries pour 8 000 habitants. David Moll, fils d'un industriel silésien, s'était installé en 1838 dans la région ; en 1922, à la mort de son fils, Théophile Moll, sa femme et sa fille vont s'installer en Suisse et cèdent la propriété aux Sœurs. Elles font abattre la ferme et aménagent les bâtiments pour pouvoir y accueillir les pensionnaires. À la rentrée 1924, l'école ouvre sous le nom de Pensionnat Saint-Joseph. 
Elle changera de nom dans les années 1980 pour Gosselies Providence Humanités afin de se démarquer de l'école éponyme du centre-ville. L'école fête son centenaire durant la période 2022-2024. Il reste une dizaine de Sœurs, plus aucune n'enseigne mais une est encore membre du P.O.

## Enseignement
L'école dispense des parcours en filière générale, technique de transition et technique de qualification. En filière générale, qui prépare à l'enseignement supérieur de type universitaire, les élèves peuvent choisir en option des cours de mathématique et de sciences, de latin et de grec, de sciences économiques et sociales, d'histoire ou de langues germaniques (anglais, néerlandais et/ou allemand). Il est également possible de suivre le cursus en immersion anglaise. 
La filière technique de transition offre des enseignements généralistes avec option lourde. À GPH, les élèves choisissent entre les sections audiovisuel et biotechnique. En technique de qualification, les élèves peuvent opter pour des formations professionnalisantes en éducation et en tourisme. 

## Personnalités liées
- Loïc Nottet
- Marie-Paule Kumps